# Întregalde (gmina)
Întregalde – gmina w Rumunii, w okręgu Alba. Obejmuje miejscowości Dealu Geoagiului, Ghioncani, Iliești, Ivăniș, Întregalde, Mărinești, Modolești, Necrilești, Popești, Sfârcea i Tecșești. W 2011 roku liczyła 577 mieszkańców. 